# Villers-la-Bonne-Eau
Pour les articles homonymes, voir Villers.
Villers-la-Bonne-Eau (en wallon Viyè, en luxembourgeois Weller/Wellerbaach, en allemand Weilerbach) est une section de la ville belge de Bastogne située en Wallonie dans la province de Luxembourg.
C'était une commune à part entière avant la fusion des communes de 1977.
À proximité de la route nationale 4, entre Bastogne et Martelange, ce village typique de l'Ardenne est lové au cœur des épaisses forêts d'épicéas à un jet de pierre de la frontière luxembourgeoise.
Il est surtout connu pour le château de Losange qui appartient à la famille d'Udekem d'Acoz, dont est issue la reine Mathilde de Belgique.

## Géographie

### Villages de la section
Livarchamps, Losange, Lutrebois, Lutremange, Remoifosse.

## Démographie
- Source: INS recensements population

## Histoire

### Dans la tourmente de labataille des Ardennesen janvier1945
Extrait du mémorial US:
« Le 10 janvier 1945, le 137e Régiment de la 35e Division US est enfin maître de Villers-la-Bonne-Eau, après 13 jours de combats. Le 11 janvier, Lutremange est libéré... plus de 100 000 obus américains tombèrent sur le massif s'étalant de Lutremange à Bras pendant la durée de la bataille. A Villers-la-Bonne-Eau, seuls 3 immeubles sont restés sur 17 ».
Les photos face au cimetière montrent notamment l'école de Lutremange dévastée. Des restes de mur subsistent de la maison attenante.

## Liste des bourgmestres de 1830 à 1977
- Patrick d’Udekem d’Acoz, de 19?? à 1977, (PLP).